# João Camilo Penna
João Camilo Penna (Corinto, 19 de dezembro de 1925 — Belo Horizonte, 23 de abril de 2021) foi um engenheiro e político brasileiro.

## Biografia
É filho do fazendeiro e ex-diretor da Associação Comercial de Belo Horizonte, Protásio Oliveira Pena e de Regina Alvim Pen. Se casou com Vera Prates Pena, com quem teve duas filhas.
Graduado pela Faculdade de Engenharia da Universidade Federal de Minas Gerais (UFMG), trabalhou na Companhia Vale do Rio Doce de 1949 a 1951, quando ingressou na Companhia Energética de Minas Gerais (CEMIG), onde fez sua carreira técnica, tendo sido seu vice-presidente, de 1967 a 1969, e presidente, de 1969 a 1975, quando deu ênfase à implementação da eletrificação rural. Foi secretário de Estado da Fazenda de Minas Gerais no período de 1975 a 1979, dedicando-se ao saneamento financeiro e às políticas de promoção do desenvolvimento econômico do Estado, tendo respondido ainda, pelas Secretarias de Administração e do Planejamento e Coordenação Geral. Foi, ainda, presidente da empresa Furnas Centrais Elétricas, do Instituto Cultural Brasil–Estados Unidos de Belo Horizonte e da Fundação Dom Cabral.
Foi ministro da Indústria e Comércio do Brasil, de 15 de março de 1979 a 21 de agosto de 1984, no governo João Figueiredo.

### Morte
Morreu aos noventa e cinco anos de idade, em Belo Horizonte, em 23 de abril de 2021.